# Douglas Gerrard
Douglas Gerrard, nato Douglas Gerrard McMurrough Kavanagh (Dublino, 12 agosto 1891 – Hollywood, 5 giugno 1950), è stato un attore e regista irlandese.
Lavorò a negli Stati Uniti dove, negli anni dieci, diresse oltre una ventina di pellicole, tra cortometraggi e lungometraggi. La sua carriera di attore, iniziata nel 1913, durò fino al 1949.

## Filmografia

### Attore
- The False Gems, regia di Rupert Julian – cortometraggio (1911)
- Through Strife, regia di Phillips Smalley e Lois Weber – cortometraggio (1913)
- Maid of the Mountains, regia di David Horsley – cortometraggio (1913)
- Suspense, regia di Lois Weber e Phillips Smalley (1913)
- The Merchant of Venice, regia di Phillips Smalley e Lois Weber (1914)
- The Quicksands, regia di W. Christy Cabanne – cortometraggio (1914)
- The Quicksands, regia di George Melford – cortometraggio (1914)
- Shannon of the Sixth, regia di George Melford (1914)
- The Chief of Police, regia di George Melford – cortometraggio (1914)
- The Rajah's Vow, regia di George Melford – cortometraggio (1914)
- The Bond Eternal, regia di George H. Melford – cortometraggio (1914)
- The Primitive Instinct, regia di George H. Melford – cortometraggio (1914)
- The King of Chance – cortometraggio (1914)
- The Potter and the Clay, regia di George H. Melford – cortometraggio (1914)
- Micky Flynn's Escapade, regia di George Melford – cortometraggio (1914)
- The Smugglers of Lone Isle, regia di George Melford – cortometraggio (1914)
- The Fatal Opal, regia di George Melford – cortometraggio (1914)
- The Derelict, regia di George Melford – cortometraggio (1914)
- The Light in a Woman's Eyes, regia Harry Harvey – cortometraggio (1915)
- The Tragedy of Bear Mountain – cortometraggio (1915)
- The Dumb Girl of Portici, regia di Phillips Smalley, Lois Weber (1916)
- Naked Hearts, regia di Rupert Julian (1916)
- The Fur Trimmed Coat, regia di Rupert Julian – cortometraggio (1916)
- The Human Cactus, regia di Rupert Julian – cortometraggio (1916)
- Bettina Loved a Soldier, regia di Rupert Julian (1916)
- The Evil Women Do, regia di Rupert Julian (1916)
- Eternal Love, regia di Douglas Gerrard (1917)
- The Phantom Melody, regia di Douglas Gerrard (1920)
- Omar the Tentmaker, regia di James Young (1922)
- On Time, regia di Henry Lehrman (1924)
- Julius Sees Her, regia di Malcolm St. Clair – cortometraggio (1924)
- In Fast Company, regia di James W. Horne (1924)
- The Square Sex, regia di Malcolm St. Clair – cortometraggio (1924)
- The Lighthouse by the Sea, regia di Malcolm St. Clair (1924)
- Le tre moschettiere (Wings of Youth), regia di Emmett J. Flynn (1925)
- My Neighbor's Wife, regia di Clarence Geldart (1925)
- The Gosh-Darn Mortgage, regia di Edward F. Cline (1926) – cortometraggio
- Footloose Widows, regia di Roy Del Ruth (1926)
- Doubling with Danger, regia di Scott R. Dunlap (1926)
- Private Izzy Murphy, regia di Lloyd Bacon (1926)
- Notte di Capodanno a New-York (Wolf's Clothing), regia di Roy Del Ruth (1927)
- A Million Bid, regia di Michael Curtiz (1927)
- La vedova del collegio (The College Widow), regia di Archie Mayo (1927)
- Gioco di bambole (Glad Rag Doll), regia di Michael Curtiz (1929)
- La preda azzurra (Madonna of Avenue A), regia di Michael Curtiz (1929)
- The Hottentot, regia di Roy Del Ruth (1929)
- La favorita di Broadway (The Painted Angel), regia di Millard Webb (1929)
- Il generale Crack (General Crack), regia di Alan Crosland (1929)
- Sweet Kitty Bellairs, regia di Alfred E. Green (1930)
- Man Wanted, regia di William Dieterle (1932)
- Un'ombra nella nebbia (Bulldog Drummond Strikes Back), regia di Roy Del Ruth (1934)
- Gli occhi dell'anima (Pursued), regia di Louis King (1934)
- Quel meraviglioso desiderio (That Wonderful Urge), regia di Robert B. Sinclair (1945)

### Regista
- The Price of Victory – cortometraggio (1916)
- Her Wedding Day – cortometraggio (1916)
- The Penalty of Treason
- In the Dead o' Night
- Polly Put the Kettle On (1917)
- The Moral Right
- The Bubble of Love – cortometraggio
- The Melody of Death
- The Keeper of the Gate
- Mary from America
- Eternal Love (1917)
- Money's Mockery – cortometraggio (1917)
- Madame Spy (1918)
- A Mother's Secret (1918)
- Cinquemila dollari di ricompensa ($5,000 Reward) (1918)
- L'automobile vuota (The Empty Cab)
- Giocattoli (Playthings) (1918)
- The Velvet Hand (1918)
- The Cabaret Girl (1918)
- The Sealed Envelope
- L'eterno triangolo (His Divorced Wife) (1919)
- The Phantom Melody (1920)
- The Forged Bride (1920)